# Džedefre
Džedefre, znan tudi kot Džedefra (grško starogrško Ρετζεντέφ, Retzentéf, Ratoises (Maneto)), je bil faraon egipčanskega Starega kraljestva  iz Četrte dinastije, ki je vladal okoli 2575 pr. n. št. 
Bil je sin in neposredni naslednik faraona Kufuja (Keops), graditelja Velike piramide v Gizi. Materino ime ni znano. Džedefra je uvedel vladarski naslov Sa-Rê, kar pomeni sin Raja, in bil prvi faraon, ki je svoje kartušno ime povezal s sončnim bogom Rajem. 

## Družina
Poročen je bil s svojo (pol)sestro Hetepheres II. Njegova druga žena je bila Kentetenka, s katero je imel najmanj tri sinove - Setko, Bako in Herneta in hčerko Neferhetepes. Te otroke potrjujejo fragmenti kipov, odkritih v porušenih pogrebnih  templjih ob piramidi. V vladarjevem pogrebnem templju pri Abu Rawashu so našli več fragmentov Hentetenkinega kipa. Abu Rawash je na večji nadmorski višini kot ostala Giza, zato je Džedefrejeva piramida navidezno  najvišja, čeprav ni. Nekateri zgodovinarji trdijo, da piramida v Abu Rawashu sploh ni piramida, ampak sončni tempelj.  Arheolog Vasil Dobrev je trdil, da morda sploh ni Djedefrejeva. Izkopavanja francoske skupine arheologov pod vodstvom Michela Valloggia  so k že omenjenim otrokom dodali še morebitno hčer Hetepheres in sina Nikavdžedefreja. 
Džedefre se je poročil z bratovo vdovo  Hetepheres II., ki je bil hkrati njuna sestra.  Po Džedefrejevi smrti se je morda poročila še s svojim tretjim bratom Kafrejem (Kefren). Iz fragmentov kipov iz templja v  Abu Rowashu  je znana še ena kraljica, Kentetenka. Znani so naslednji Džedefrejevi otroci:
- Hornit (Najstarejši kraljev sin njegovega telesa), znan s kipa, na katerem je upodobljen skupaj z ženo  Hetepheres.[7]
- Baka (Najstarejši kraljev sin), znan s podstavka kipa, odkritega v Džedefrejevem pogrebnem templju, na katerem je upodobljen skupaj z ženo Hetepheres.[8]
- Setka (Najstarejši kraljev sin njegovega telesa; Edinstven kraljev skužabnik), znan z napisnega kipa, odkritga v očetovem piramidnem kompleksu.[9] Setka je morda nekaj časa vladal po očetovi smrti. Nedokončana piramida v  Zawiyet El  Arianu se je začela graditi za vladarja, katerega ime se konča s ka in bi lahko bil Setka ali Baka[5]
- Neferhetepes (Kraljeva hčerka njegovega telesa; Bogova žena)  je znana s fragmenta kipa iz Abu Rowasha. Do nedavnega je veljalo, da je bila mati faraona Userkafa ali Sahureja iz Pete dinastije.[9]

Francoski arhelologi so odkrili imeni še dveh morebitnih Džedefrejevih otrok: 
- Nikavdžedefre (Kraljev sin njegovega telesa) je bil pokopan v  grobnici  F15 v Abu Rowashu in morda ni bil njegov sin, ampak je imel samo tak časten naslov.[9]
- Hetepheres (Kraljeva hčerka njegovega telesa) je omenjena na fragmentu kipa. [7]

## Vladanje
Torinski seznam kraljev mu pripisuje osemletno vladavino, vendar je na spodnji strani enega od masivnih stropnih blokov jame Kufujeve pogrebne ladje omenjeno 11. leto,  verjetno Džedefrejeve vladavine. Za nekaj sodobnih egiptologov je trditev sporna in napis  prpisujejo faraonu Kufuju. Sodobne raziskave njegove piramide in drugih dokumentov kažejo, da je vladal najmanj enajst let, če so bila štetja živine letna, ali 22 let, če so bila štetja vsako drugo leto. Verner sam podpira krajšo vladavino, ker je število dokumentov, ki jih je zapustil, majhno.

## Piramidni kompleks
Džedefre je svojo piramido zgradil v Abu Rawashu, kakšnih osem  kilometrov severno od Gize. Piramida je stala na najbolj severnem robu memfiške nekropole. 
Nekateri znanstveniki so prepričani, da je bila sfinga njegove žene Hetepheres II. prva, ki so jo postavili Egipčani. Sfinga je bila del Džedefrejevega piramidnega kompleksa v Abu Rawashu. Francoski egiptolog Vassil Dobrev je leta 2004 objavil, da  je Džedefre tisti, ki je zgradil Veliko sfingo v Gizi in na njej upodobil svojega očeta.
Medtem ko so egiptologi v preteklosti domnevali, da gradnja Džedefrejeve piramide na odmaknjenem Abu Rawashu  po njegovi smrti ni bila dokončana, so novejša izkopavanja v letih 1995  do 2005 pokazala, da je bila dokončana. Najnovejši dokazi kažejo, da je bil njegov piramidni kompleks v poznejših obdobjih v veliki meri oplenjen, medtem ko so kraljeve kipe razbili že v 2. stoletju n. št.
Zaradi slabega stanja Abu Rawasha so arheologi našli samo majhne sledove Džedefrejevega pogrebnega kompleksa. Odkrili so, da je pot do piramide potekala od severa proti jugu in ne od vzhoda proti vzhodu, kot  običajno. Templja ob poti niso odkrili. Na običajnem mestu vzhodno od piramide so odkrili samo grobe obrise temeljev pogrebnega  templja.